# 龍卡山
82°38′S 155°15′E / 82.633°S 155.250°E
龍卡山（英語：Mount Ronca）是南極洲的山峰，位於奧次地，屬於地質學家嶺的一部分，海拔高度超過2,200米，美國地質調查局根據測量和美國海軍拍攝的空中照片繪入地圖，現時由南極條約體系管理。